# Mack Swain

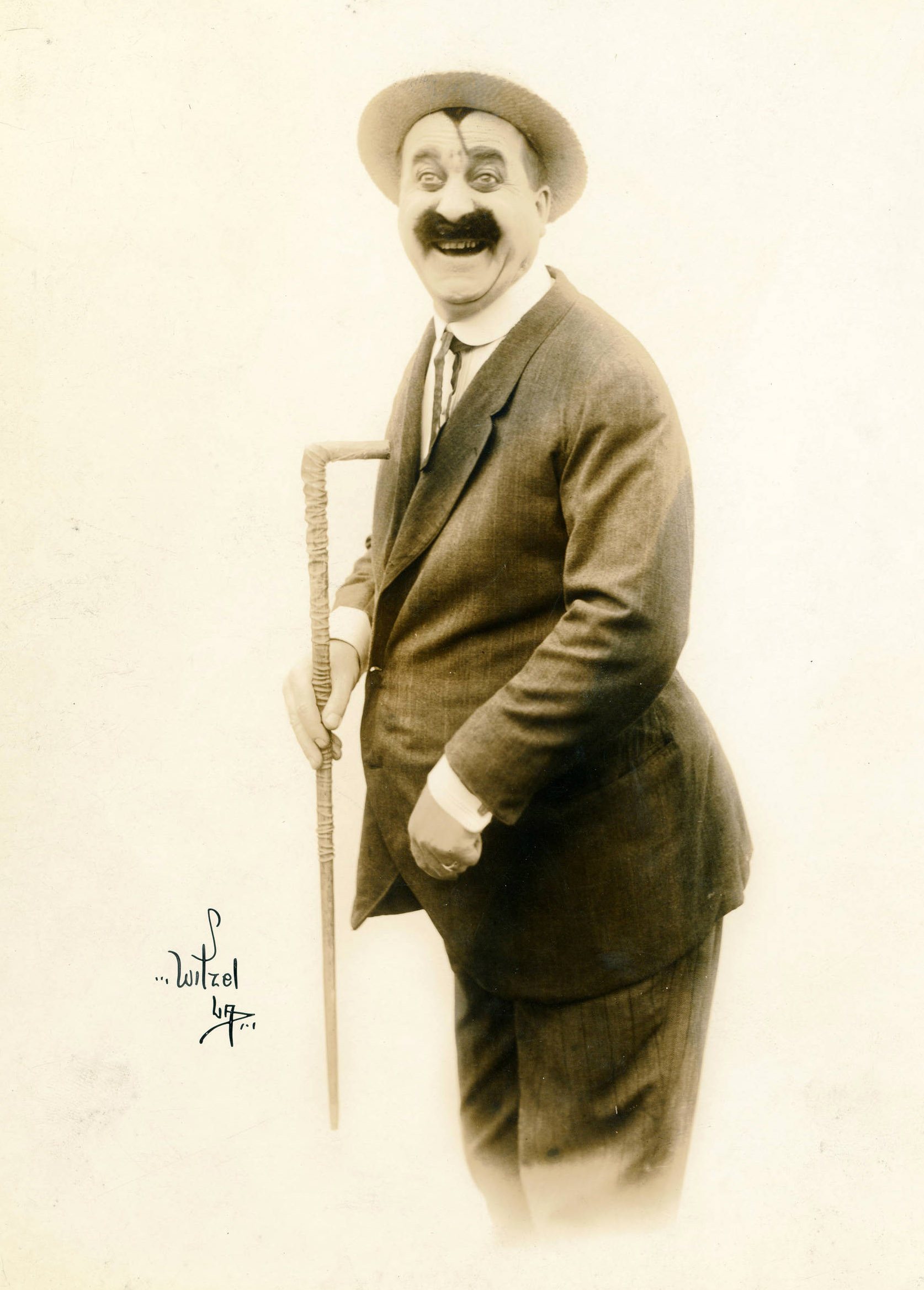
Mack Swain (1920)

Mack Swain, född 16 februari 1876 i Salt Lake City, Utah, död 25 augusti 1935 i Tacoma, Washington, var en amerikansk skådespelare, som var aktiv först och främst som komiker under stumfilmstiden. 
Swain började sin karriär inom vaudevilleteatern, och blev 1913 engagerad av Mack Sennett för att spela i några av Mabel Normands filmer. Under hela sin karriär spelade han huvudsakligen variationer av en högväxt och kraftigt byggt karaktär med en valrossliknande mustasch, och kallades ibland för "Ambrose." Swain blev snabbt en populär komiker hos Sennetts Keystone-studio. Han spelade i några av Charlie Chaplins första filmer, exempelvis kortfilmerna Laughing Gas och His Trysting Place (båda 1914). Chaplin och Swain återförenades flera år senare, först i Chaplins kortfilmer The Idle Class (1921), Pay Day (1922) och The Pilgrim (1923), och sista gången i Chaplins långfilm Guldfeber (1925), i vilken Swain spelade den melodramatiske och tidvis hallucinerande guldgrävaren Big Jim, som i dag anses vara hans mest kända roll. Swain medverkade även i filmerna Svarta örnen (1925) med Rudolph Valentino och Hands Up! (1926) med komikern Raymond Griffith.

## Filmografi i urval
- 1913 - A Muddy Romance
- 1914 - Mabel at the Wheel
- 1915 - Love, Speed and Thrills
- 1925 - Guldfeber
- 1926 - Virveln
- 1929 – Marianne
- 1932 - Lighthouse Love